# Антон Кернер
Антон Кернер (нім. Anton Kerner von Marilaun; 1831, Маутерн-на-Дунаї — 1898, Відень) — австрійський ботанік.
Основні праці присвячені географії рослинності, вивченню фітоценозів, систематиці та гібридизації рослин.

## Освіта та професійна діяльність
З 1848 р. по 1853 р. вивчав медицину у Віденському університеті, у 1854 р. отримав ступінь доктора медицини. Одночасно вивчав природничу історію.
В 1858 призначений професором ботаніки Політехнічної школи у м. Офен, у 1860 р. зайняв кафедру в університеті у м. Інсбрук, також керував там ботанічним садом; з 1878 р. — у Віденському університеті: директор Ботанічного саду і професор природничої історії.
Академік Віденської академії наук (1872).

## Друковані праці
- нім. Kerner von Marilaun A. Das Pflanzenleben der Donauländer. Innsbruck: Wagner, 1863
- нім. Kerner von Marilaun A. Die Abhängigkeit der Pflanzengestalt von Klima und Boden. Ein Beitrag zur Lehre von der Entstehung und Verbreitung der Arten, gestützt auf die Verwandtschaftsverhältnisse, geographische Verbreitung und Geschichte der Cytisusarten aus dem Stamme Tubocytisus D.C. // Versamml. Gesellsch. deutsch. Naturforscher und Ärzte. 1869. Bd 43. S. 1–48
- нім. Kerner von Marilaun A. Die Vegetationsverhältnisse des mittleren und östlichen Ungarns und angrenzenden Siebenbürgens. Lief. 1, 2. — Innsbruck, 1875
- нім. Kerner von Marilaun A. Die Schutzmittel der Blüten gegen unberufene Gäste, 1879
- нім. Kerner von Marilaun A. Beiträge zur Geschichte der Pflanzenwanderungen, 1879
- Kerner von Marilaun A. Pflanzenleben, 1890—1891 [Архівовано 23 вересня 2009 у Wayback Machine.]
- лат. Schedae ad Floram exsiccatam austrohungaricum. 1881–1913 (Band 8-9 von Karl Fritsch, Band 10 von Richard Wettstein).